# アーマンド・メンブー
アーマンド・メンブー（Armand Membou, 2004年3月27日 - ）は、アメリカ合衆国ミズーリ州リーズ・サミット出身のプロアメリカンフットボール選手。NFLのニューヨーク・ジェッツに所属している。ポジションはオフェンシブタックル。

## 経歴

### カレッジ
ミズーリ大学では主にライトタックルとしてプレーし、3年目の2024年シーズンにオールSECファーストチームに選出された。このシーズン終了後、2025年のNFLドラフトにアーリーエントリーした。

### ニューヨーク・ジェッツ
| 6 ft 4+1⁄4 in (194 cm)      | 332 lb (151 kg) | 33+1⁄2 in (85 cm) | 9+3⁄4 in (25 cm) | 4.91 s | 1.74 s | 2.84 s | 34.0 in (86 cm) | 9 ft 7 in (2.92 m) | 31 回 |
| All values from NFL Combine |                 |                   |                  |        |        |        |                 |                    |       |

2025年のNFLドラフトにて1巡目全体7位でニューヨーク・ジェッツから指名された。